# 澳門巴士3A路線
澳門巴士3A路線是由澳巴經營，往返司打口和關閘的巴士路線。

## 簡介及歷史
- 本線於1983年創辦，當時由福利營運，路線由內港碼頭前往外港碼頭，是澳門首條提供全空調服務的巴士路線（當時稱為冷氣豪華巴士線），用車為4輛當時剛投入服務的「五十鈴」JCR460ZZ型單層巴士。[1][2]

- 1988年7月18日，福利結業，本線改由新福利經營。[1]

- 2001年4月23日起，因應東北區發展，本線修改行程，延伸服務至黑沙環及關閘總站。

- 2007年12月4日，司打口總站啟用，供本線使用，以取代原來設於馬路旁的臨時總站。[3]

- 2009年4月26日起，交通事務局實施第二階段巴士路線調整，本線延伸至皇朝區，並取消祐漢區部份行程。[4]

- 2010年1月25日起，為配合澳門科學館開幕，新增停靠「澳門科學館」站。[5]

- 2010年8月21日起，交通事務局檢討實施三個月的新馬路公交專道後，為避免所有巴士集中在永亨銀行外之巴士站上落客導致互相阻礙，同時藉以增加新馬路下段之人流，改善營商環境，本線取消停靠永亨銀行門外之巴士站，改停靠「金碧文娛中心」站。[6]

- 2011年8月1日，本線改由維澳蓮運經營。

- 2011年8月2日至27日，由於新公司人手不足，令本線難以獨自營運，需由新福利協助派出支援車輛行走。

- 2011年8月28日起，新福利不再支援本線。[7]

- 2013年10月2日起，因維澳蓮運已申請破產，本線由交通事務局暫時接管9個月。

- 2014年7月1日，本線改由新時代經營。

- 2016年4月25日，本線改用大巴行駛。

- 2016年5月28日，因應部份路線正逐步使用較大的車輛，而受道路條件所限，大巴停靠「孫逸仙大馬路／漁人碼頭」站後難以調頭離開，該站於當日起停用。[8]

- 2016年11月5日，因重整祐漢區巴士站點分佈及路線行程，取消停靠「看台街／中銀」站。[9]

- 2016年11月18日，因應路面實際情況及客況，安排本線的部分班次由關閘總站跳站至“東北大馬路／廣華”站後繼續原線行駛，致力維持其後站點的班次穩定。[10]

- 2017年2月13日，於07:00-10:00加開班次。[11]

- 2017年8月23日，颱風天鴿襲澳，關閘總站受到嚴重風暴潮破壞，本線曾短暫停駛，後改為循環線，循環點為關閘廣場。

- 2017年12月15日，為加強行車安全及擴大服務範圍，取消停靠“馬場東大馬路”站，新增停靠“勞動節街／中葡職業技術學校”、“黑沙環中街／黑沙環衛生中心”站。

- 2017年12月20日，原「孫逸仙大馬路／漁人碼頭」站週邊道路改善工程完成，更名為“勵庭海景酒店”。

- 2018年6月30日，因新馬路排水系統工程影響，本線暫不停靠「火船頭街」、「新馬路／大豐」、「殷皇子馬路」站，臨時停靠「河邊新街／街市」、「河邊新街／下環」、「媽閣廟站」、「南灣大馬路／時代」站。

- 2018年8月1日，本線改由澳巴經營，成為自開線以來第5家經營本線的公司。

- 2018年8月17日起，新馬路恢復雙向行車，本線恢復原線行駛。

- 2019年4月6日，為配合“內港北雨水泵站箱涵渠建造工程”，暫不停靠“金碧文娛中心”站。

- 2019年8月31日起，因“內港北雨水泵站箱涵渠建造工程”已完工，本線恢復原線停靠。

- 2020年1月20日起，“火船頭街”站改名為“內港客運碼頭”站，並往司打口方向遷移。[12]

- 2020年4月18日，亞馬喇前地整治土建工程完工，往關閘方向取消停靠「亞馬喇前地」站。

- 2020年5月20日，往關閘方向恢復停靠「亞馬喇前地」站。[13]

- 2020年12月底至2021年初，受慕拉士大馬路下水道工程影響，暫不停靠「慕拉士／飛通大廈」站。

- 2022年3月5日起，因高美士街管線工程關係，暫不停靠「馬六甲街」站，臨時停靠「友誼馬路／海港街」站。[14]

- 2022年7月11日至17日，本線改以特別巴士專線方式營運，僅供特許人士乘搭。[15][16]

- 2022年7月18日至22日，因宣佈延長“相對靜止管理”措施，本線維持上述措施。[17]

- 2022年12月3日起，受外港新填海區25地段公共辦公大樓及外港新填海區12地段公共辦公大樓建造工程開展影響，永久取消停靠“澳門文化中心”、“新口岸／馬德里街”站。[18][19][20]

- 2023年6月10日起，為配合公共建設局開展內港南雨水泵站及下水道第二期工程，「司打口總站」臨時停用，總站臨時延伸至「西灣湖景大馬路／媽閣碼頭」站，臨時停靠「河邊新街／李道巷」、「司打口」及「河邊新街／街市」站。[21]

- 2025年1月27日起，「金碧文娛中心」站改名為「新馬路／金碧坊」。

- 2025年6月28日起，恢復以「司打口總站」為總站。

## 使用車輛

### 福利時期
- 五十鈴JCR460ZZ

### 新福利時期

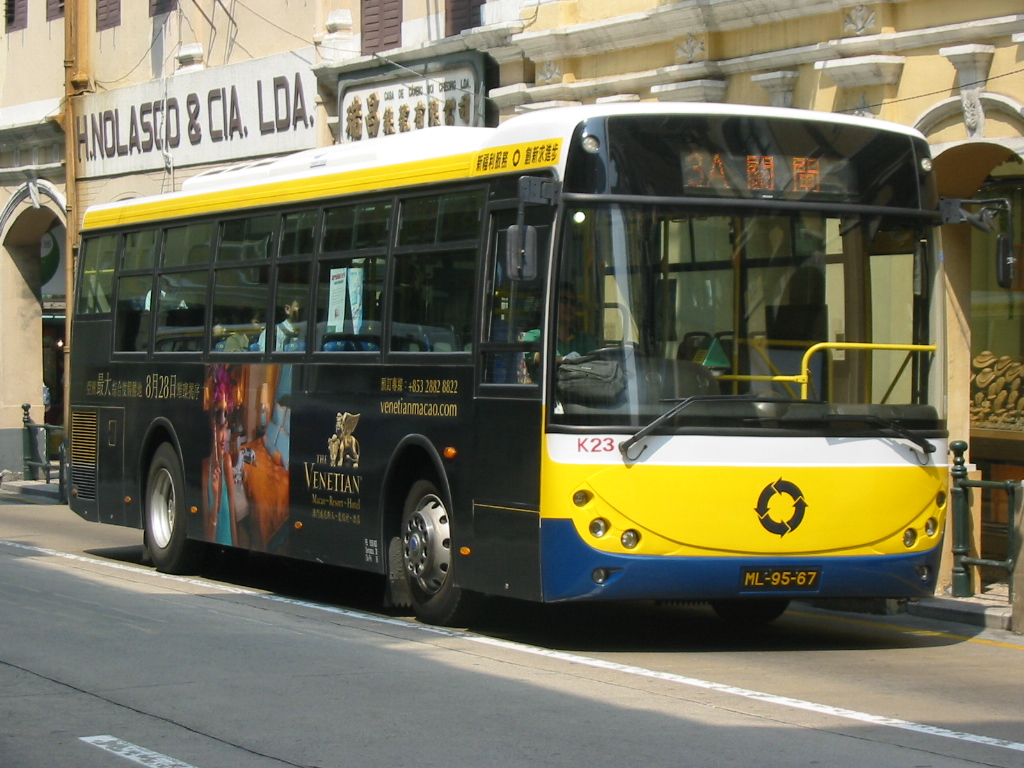
蘇州金龍KLQ6101G

新福利成立初期
- 三菱Rosa（小巴）

1997年
- 平治O814（中巴）
- 三菱Rosa（小巴）

2006年
- 蘇州金龍10米中巴
- 蘇州金龍9.3米中巴（支援）

2011年（支援時期）
- 丹尼士飛鏢SLF

### 維澳蓮運時期
- 宇通ZK6902HG

### 新時代時期
2016年年初前：

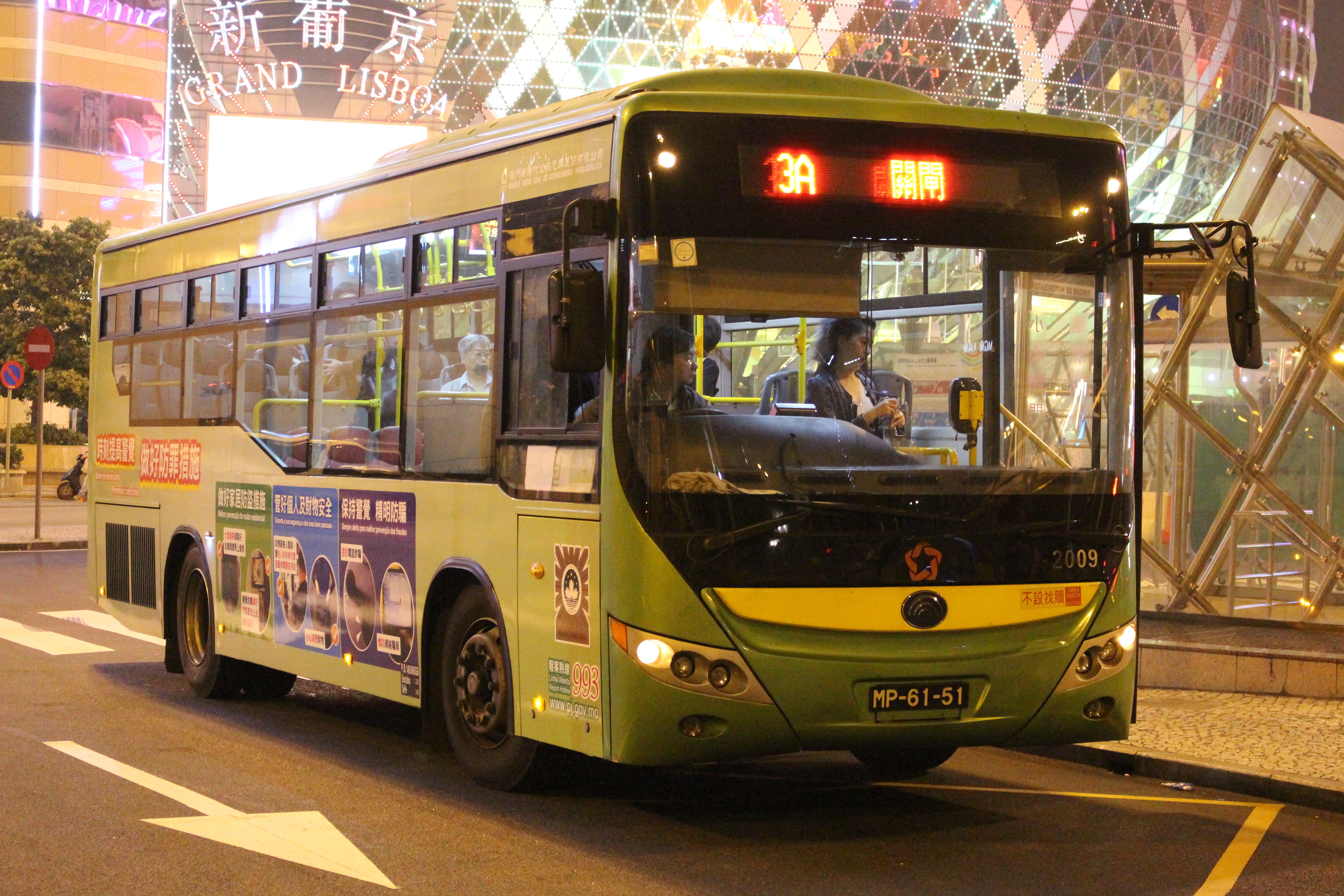
宇通ZK6902HG
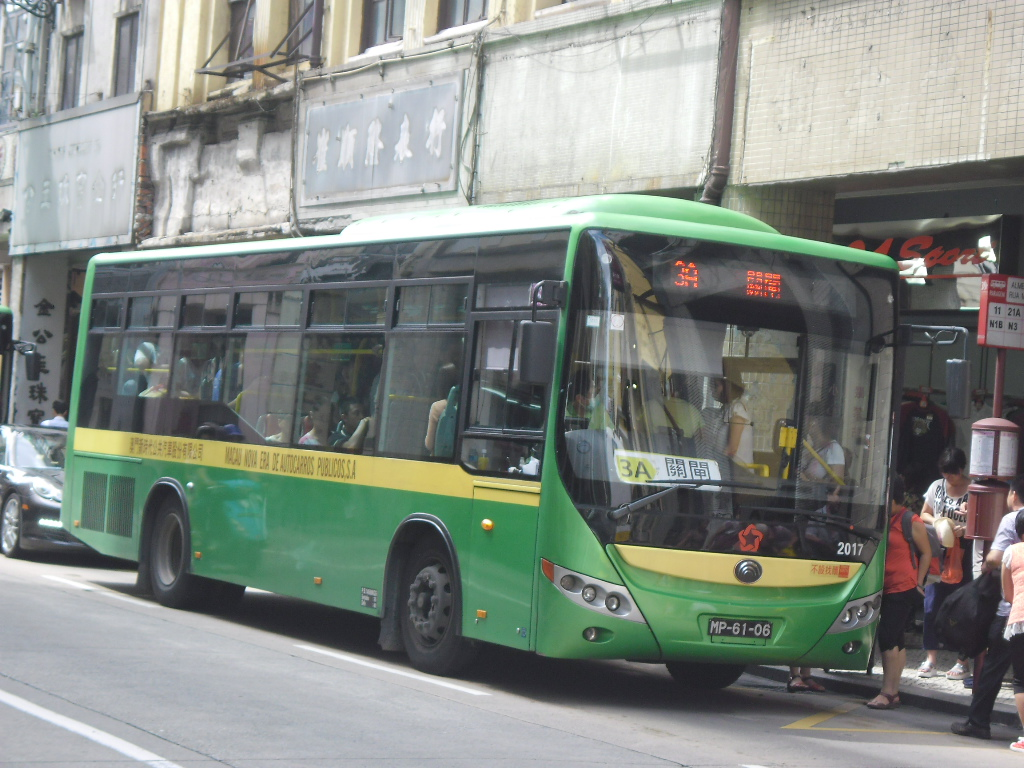
宇通ZK6902HG
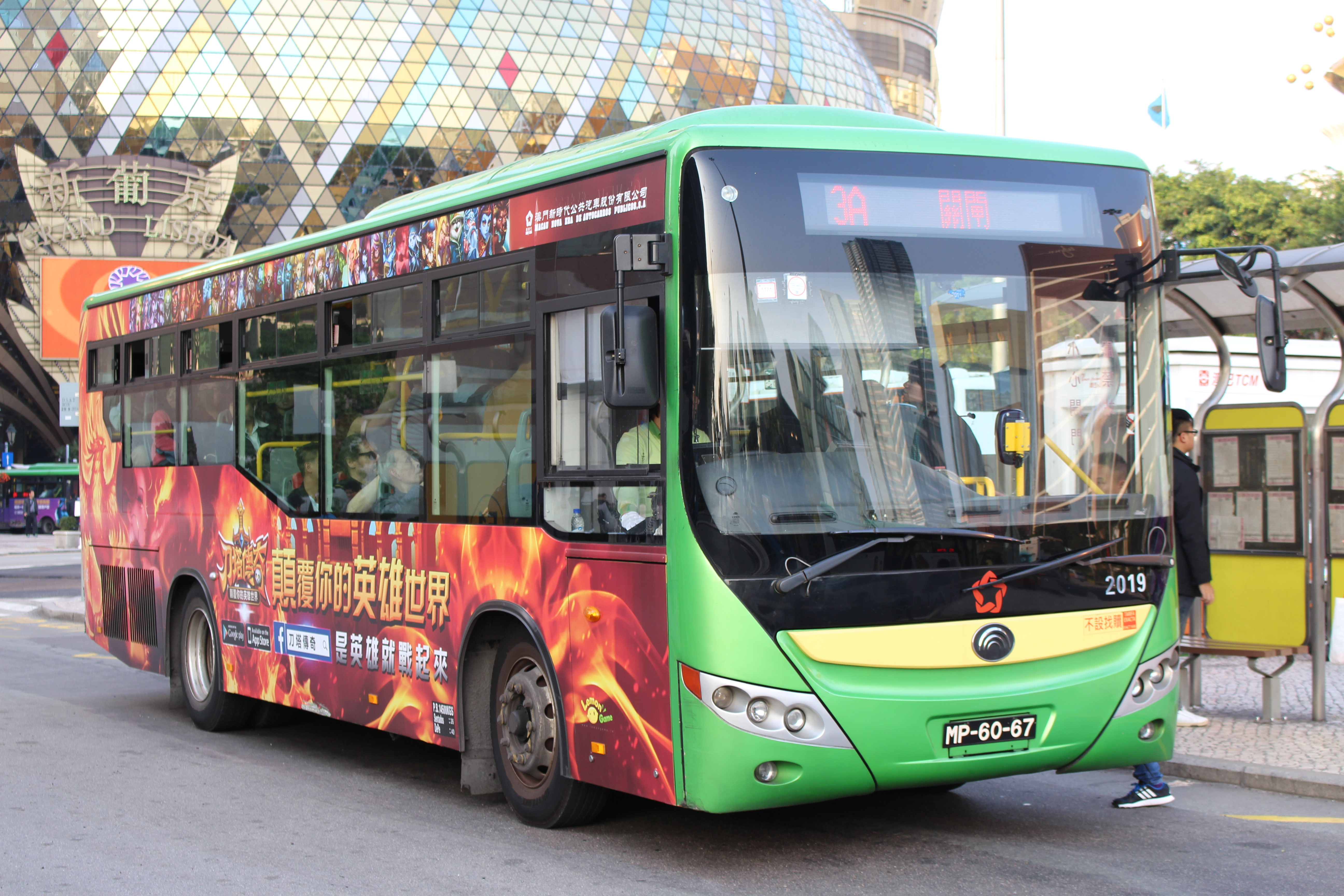
宇通ZK6902HG
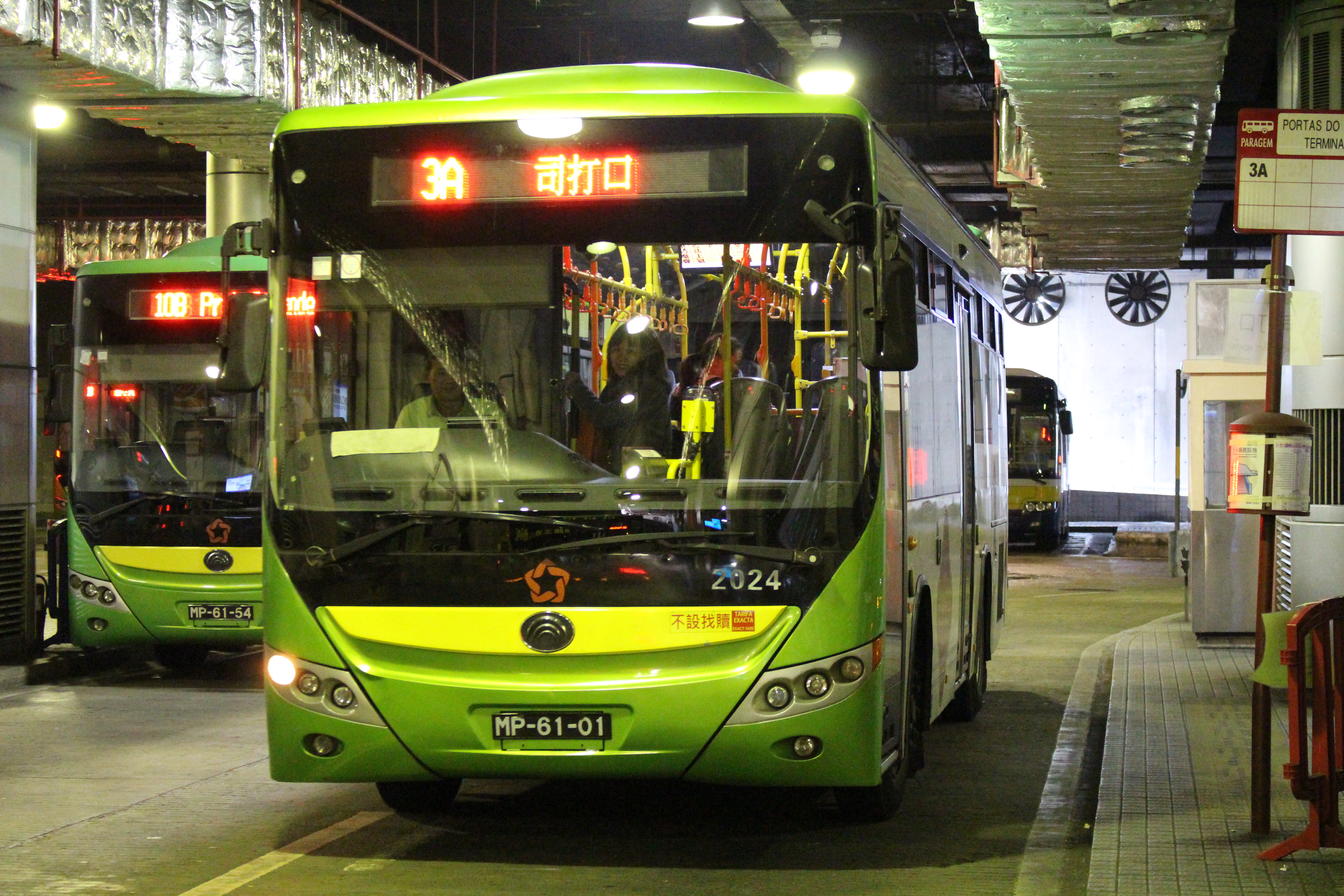
宇通ZK6902HG
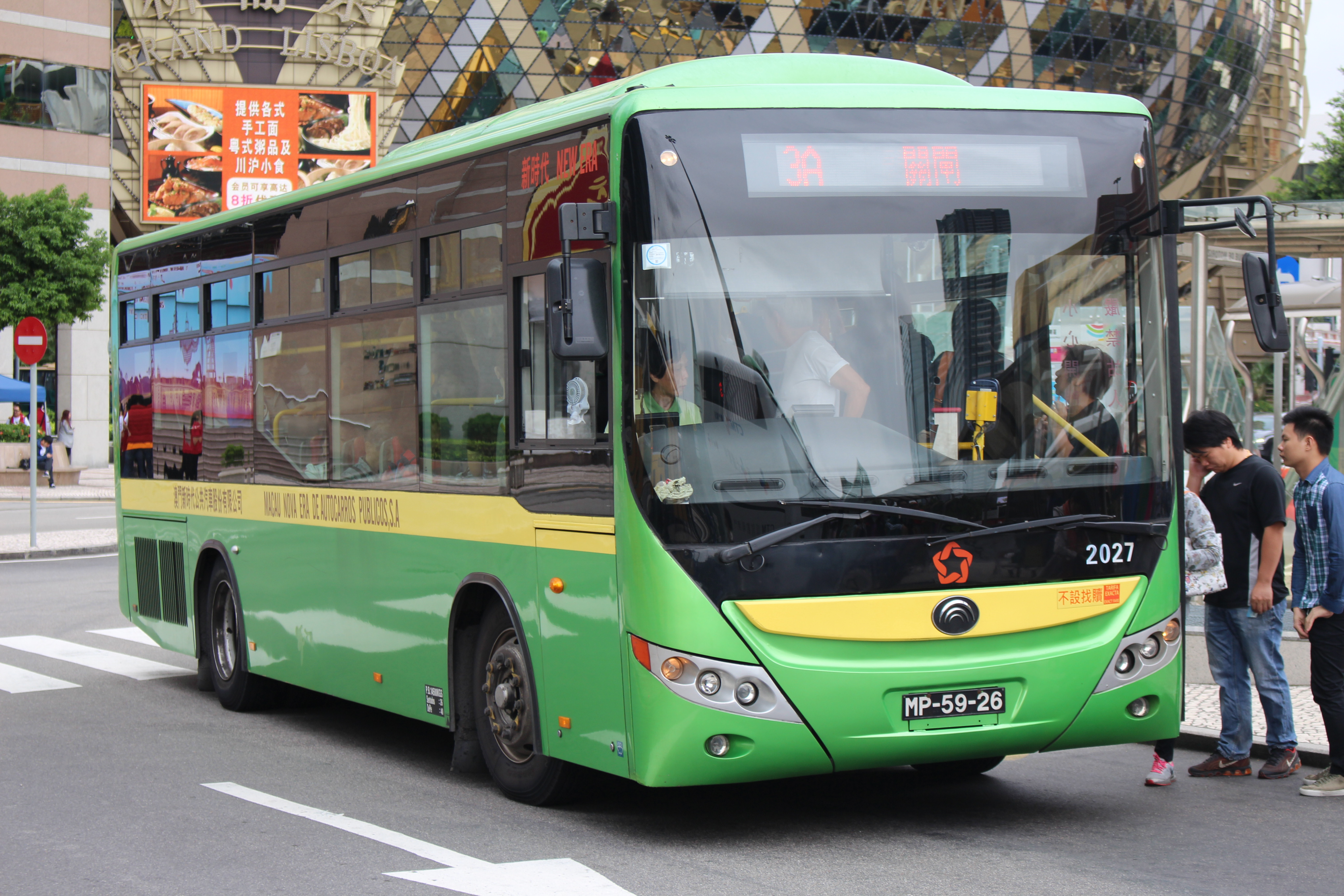
宇通ZK6902HG
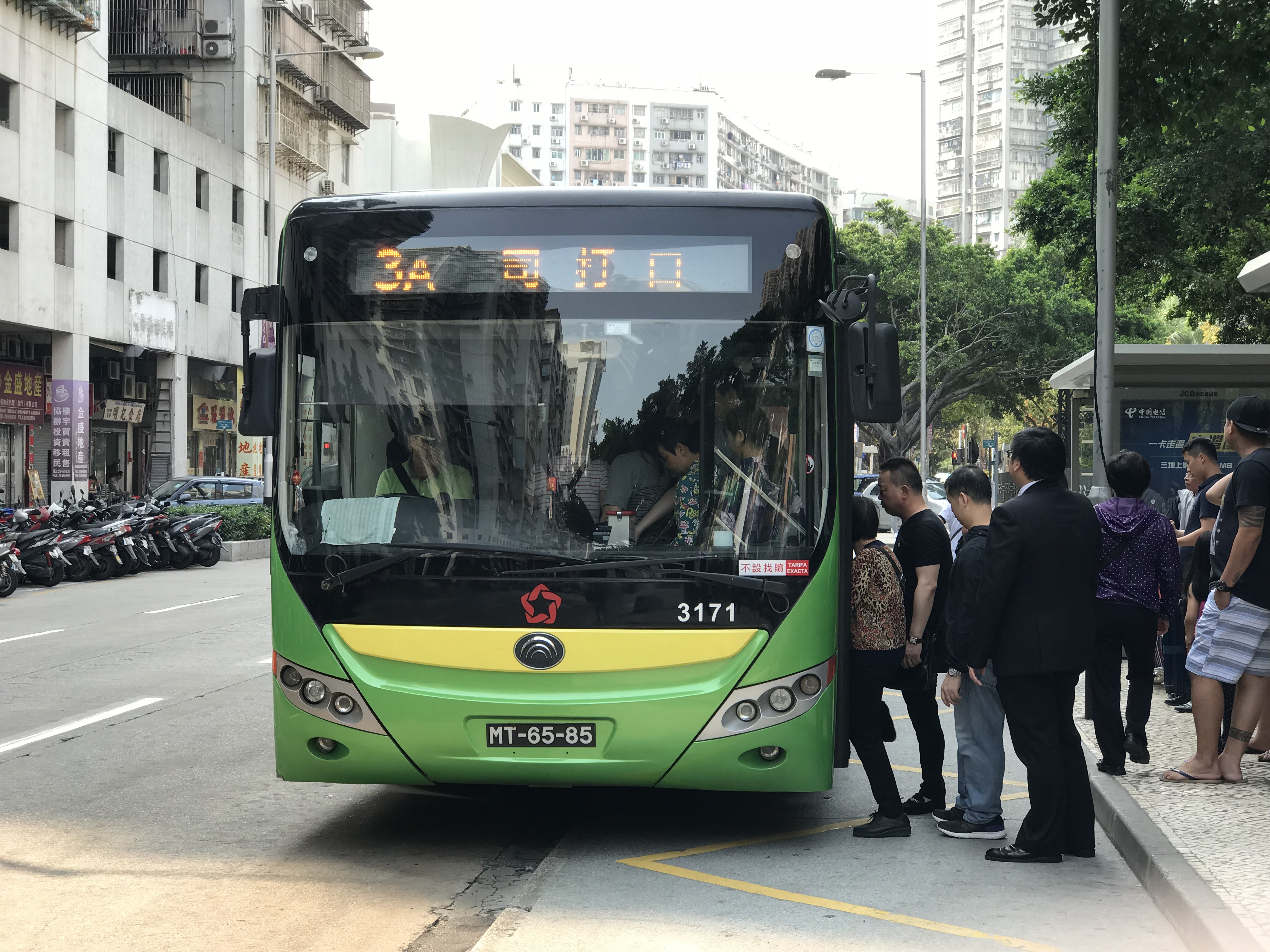
宇通ZK6118HGE

2016年11月14日前：
- 宇通ZK6118HGE

2016年11月14日起：
- 宇通ZK6118HGE
- 宇通ZK6115HG1

2017年10月起：
- 宇通ZK6118HGE
- 宇通ZK6115HG1
- 宇通ZK6105HG

### 澳巴時期
2018年8月21日前：
- 宇通ZK6118HGE
- 宇通ZK6115HG1
- 宇通ZK6105HG

2018年8月21日起：

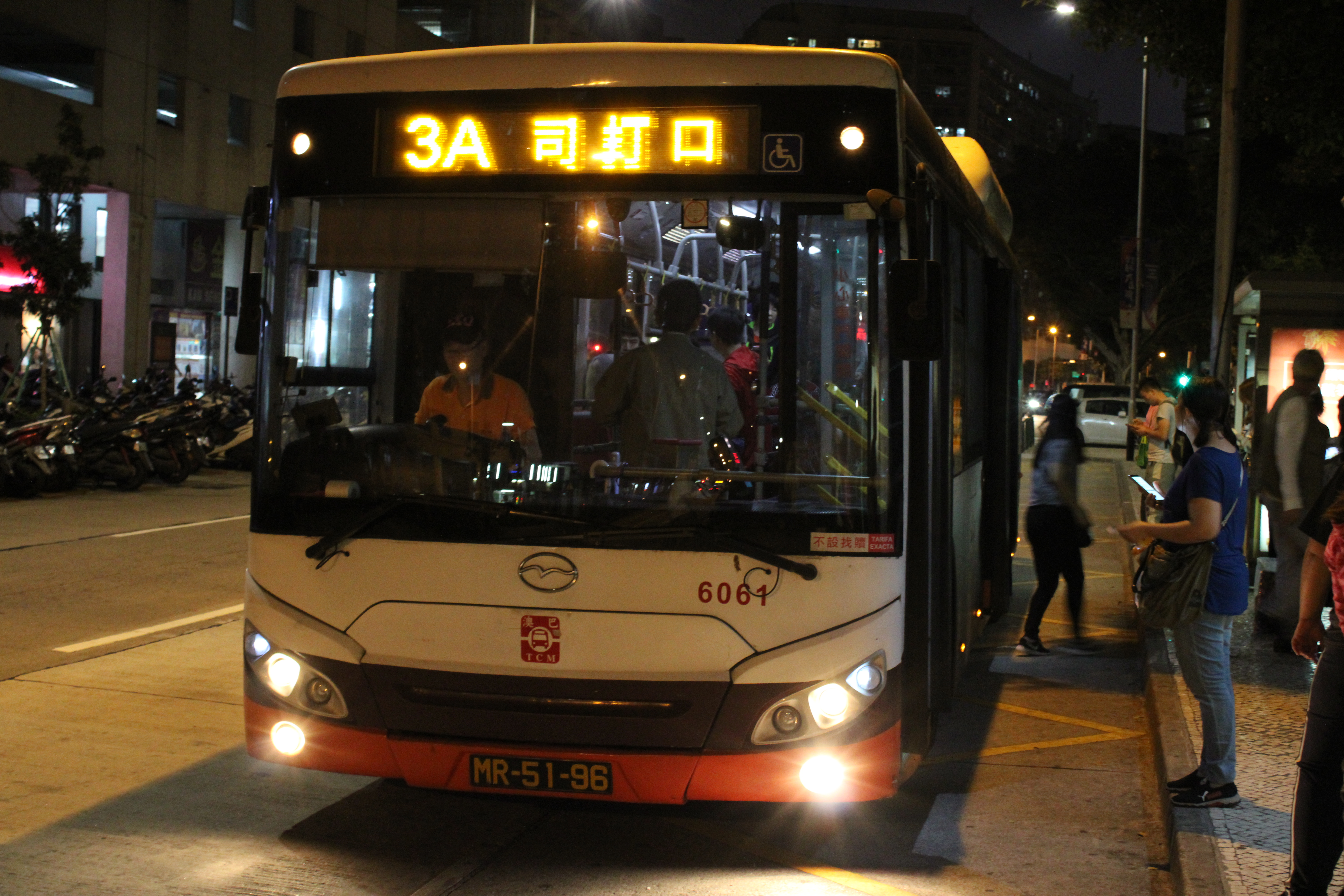
五洲龍FDG6101CNG
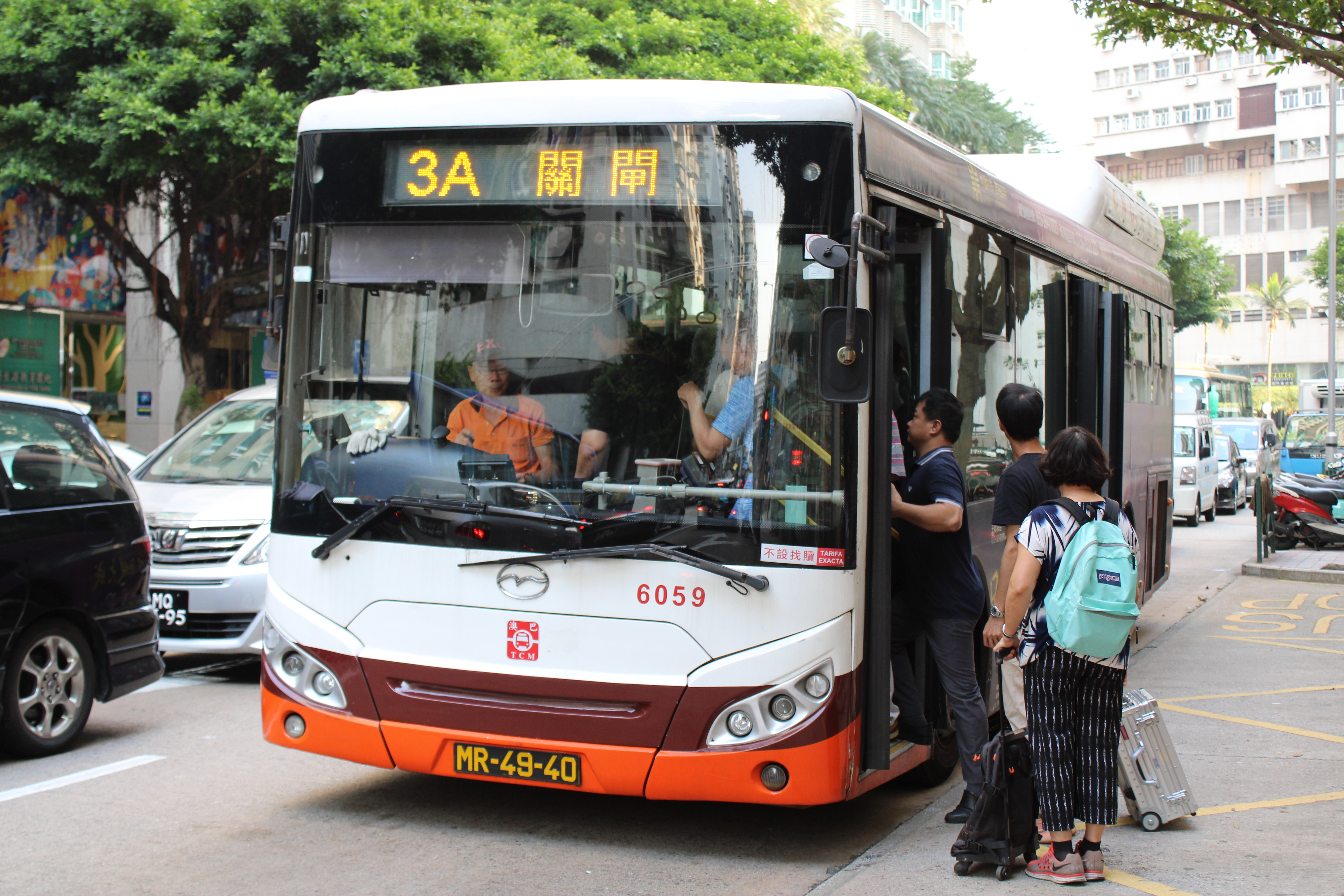
五洲龍FDG6101CNG
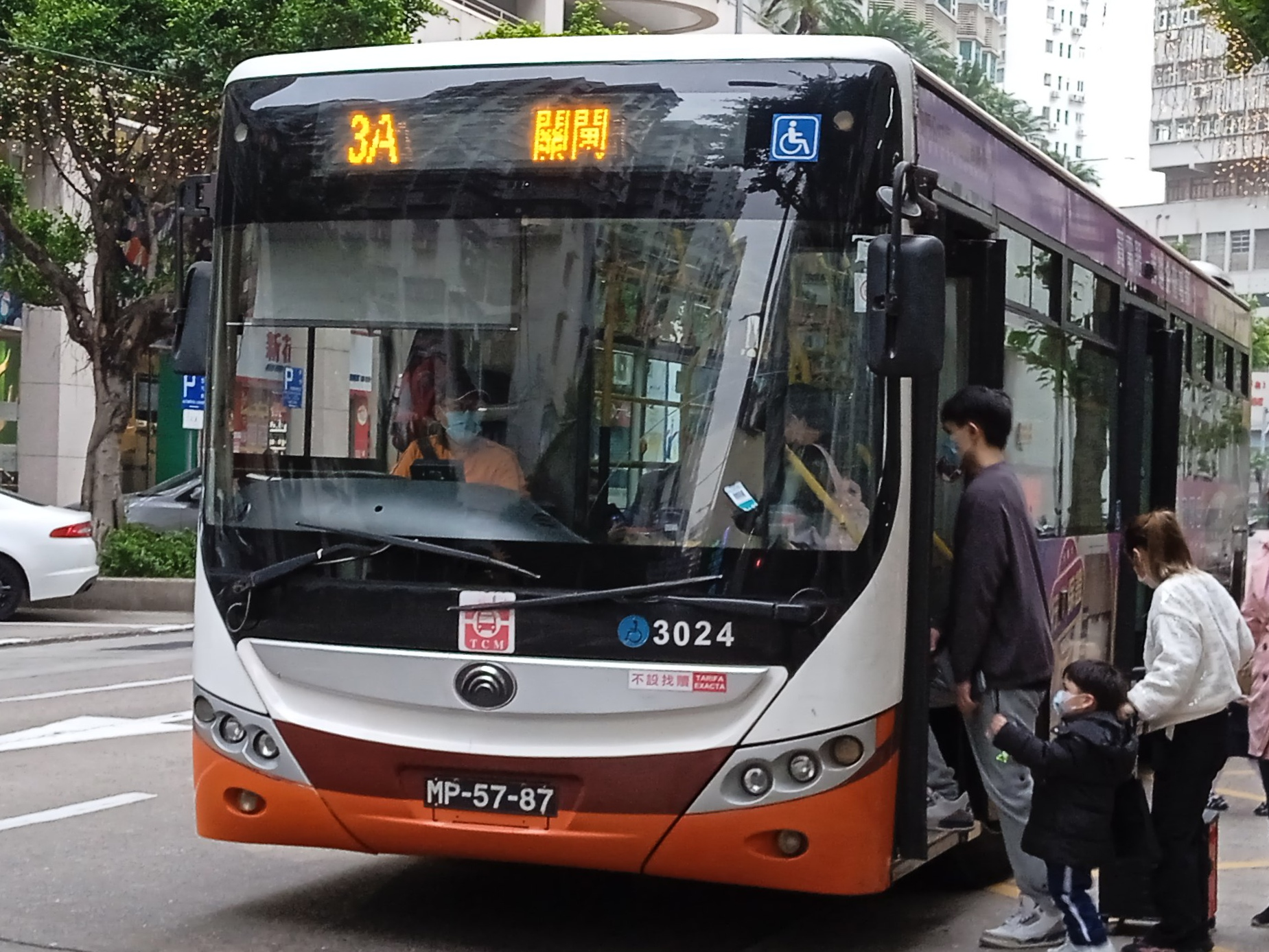
宇通ZK6118HGE
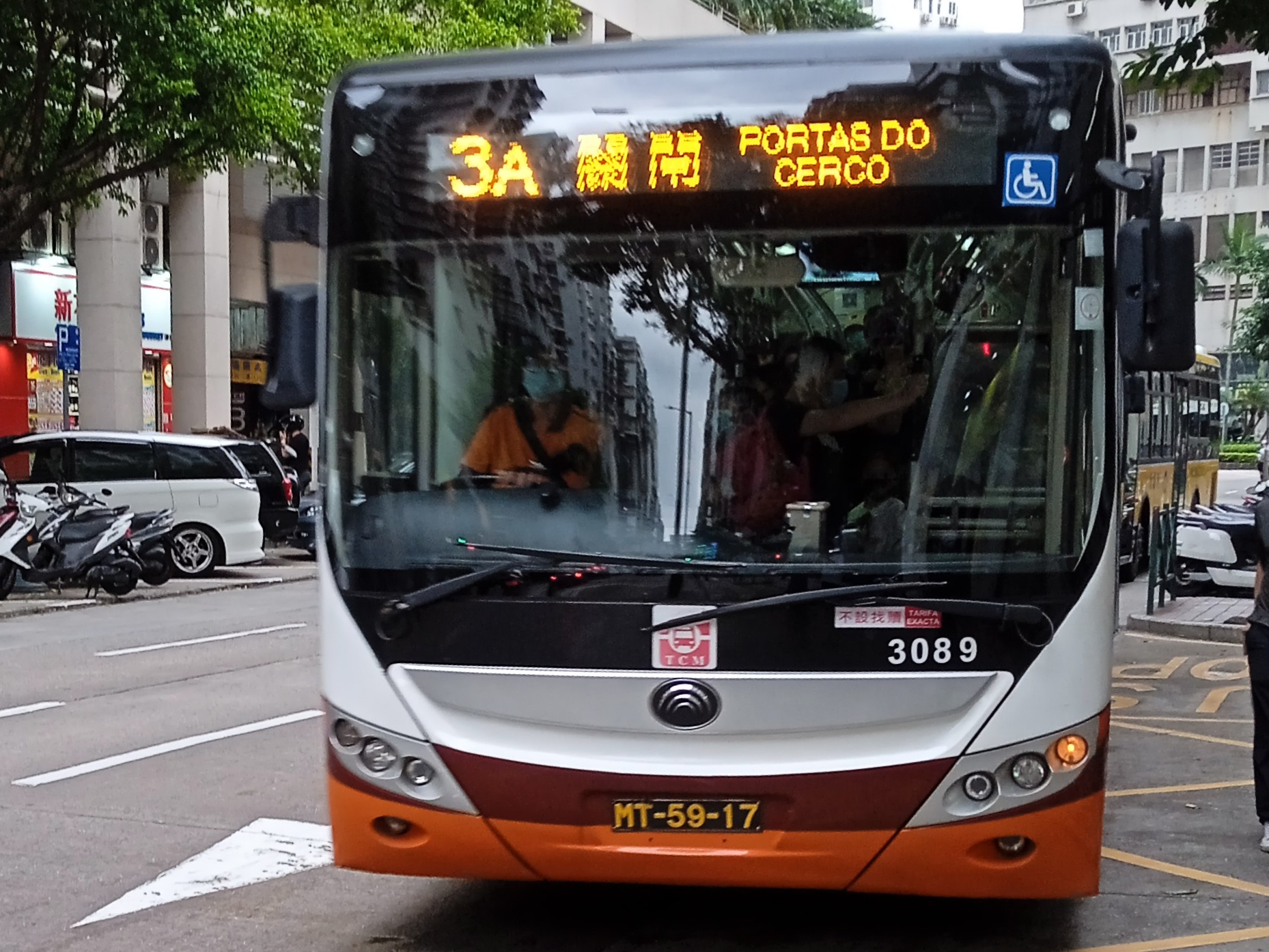
宇通ZK6118HGE
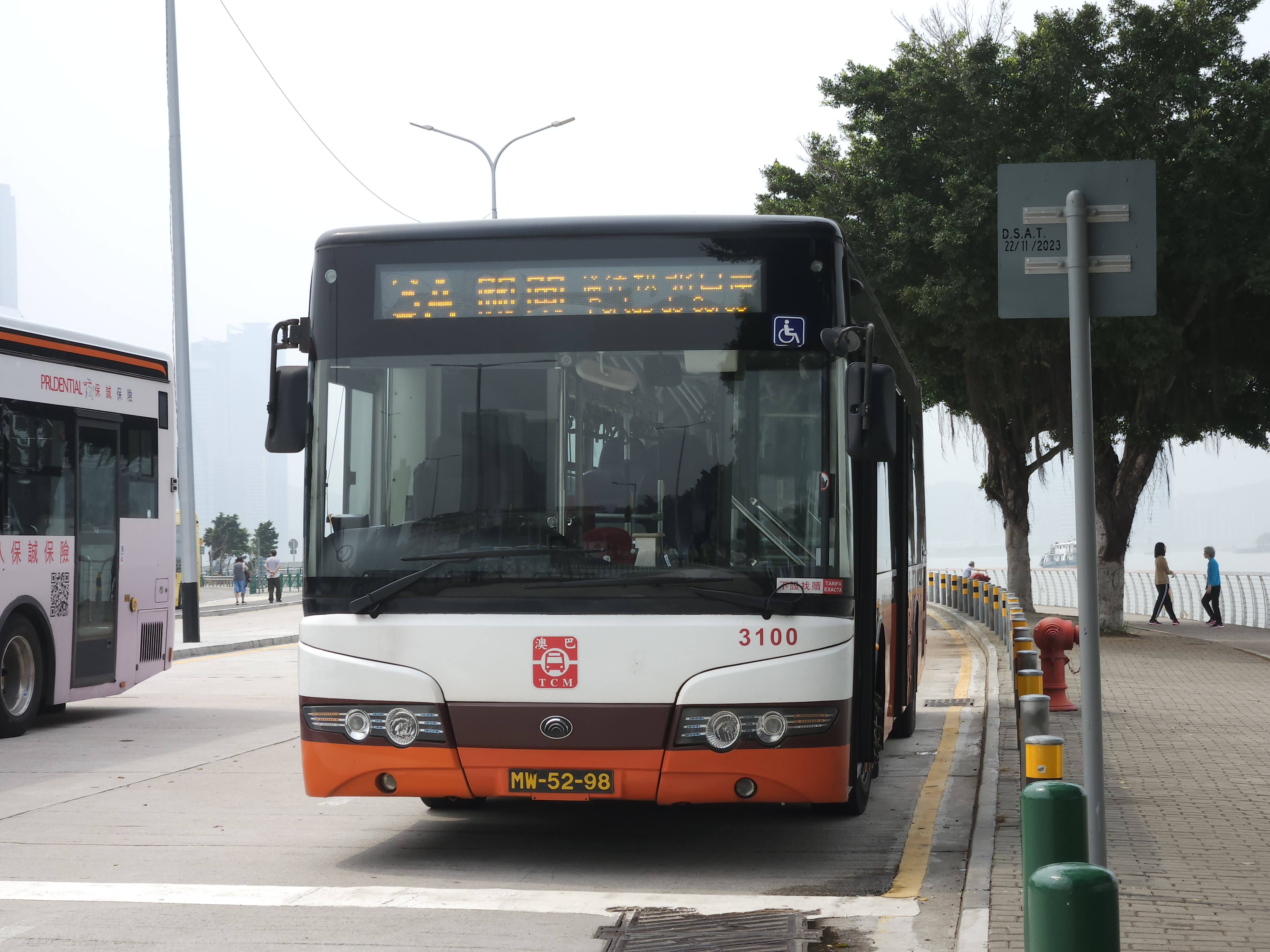
宇通ZK6115HG1
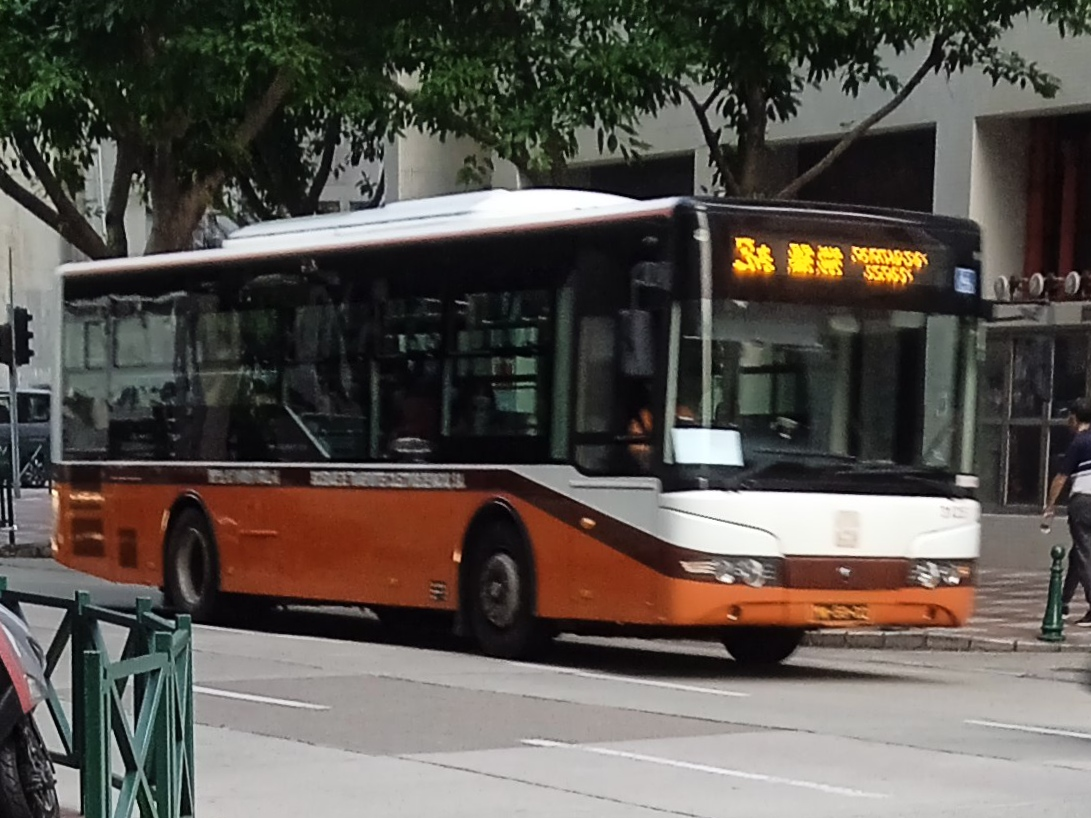
宇通ZK6115HG1
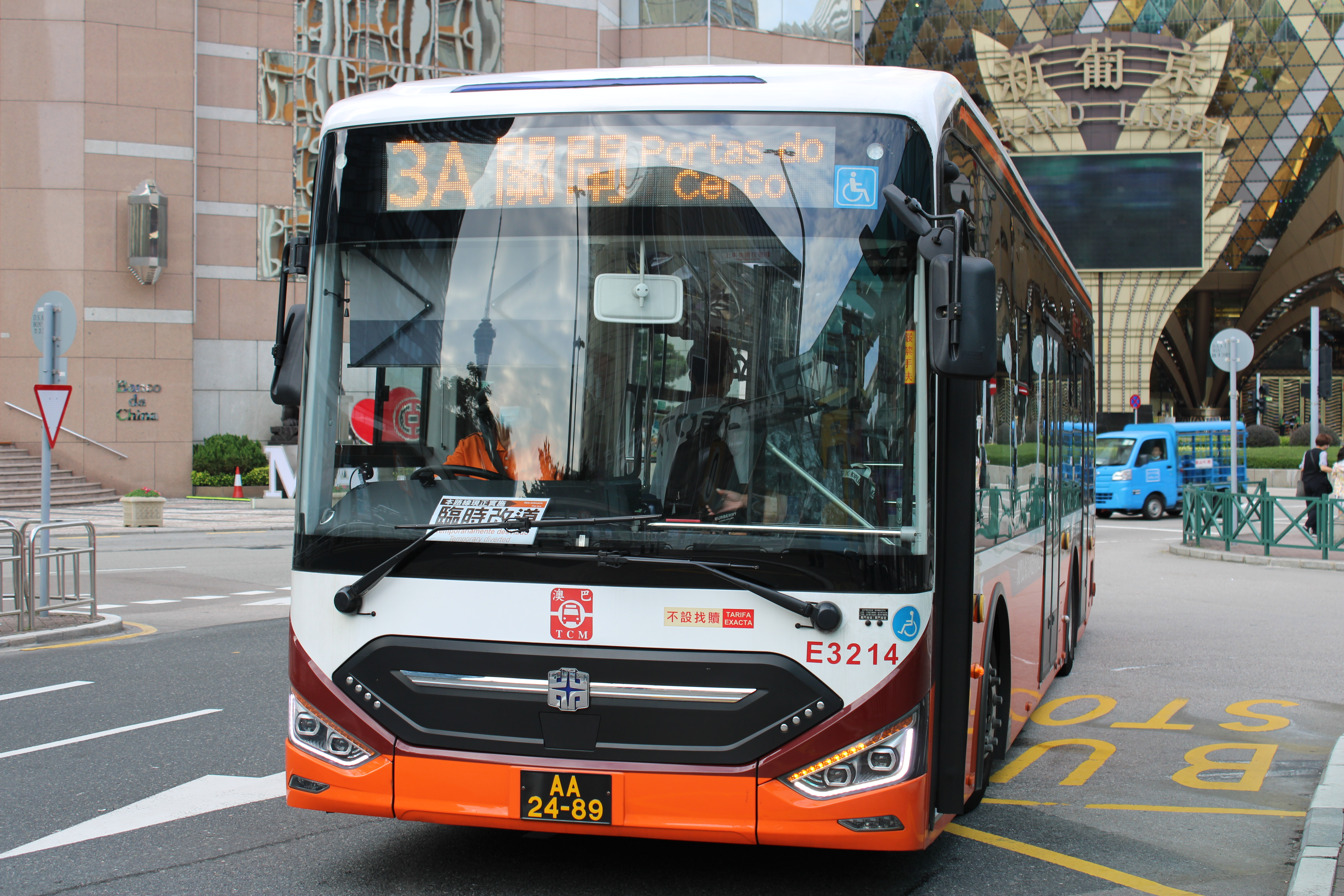
中通LCK6113SHEVG
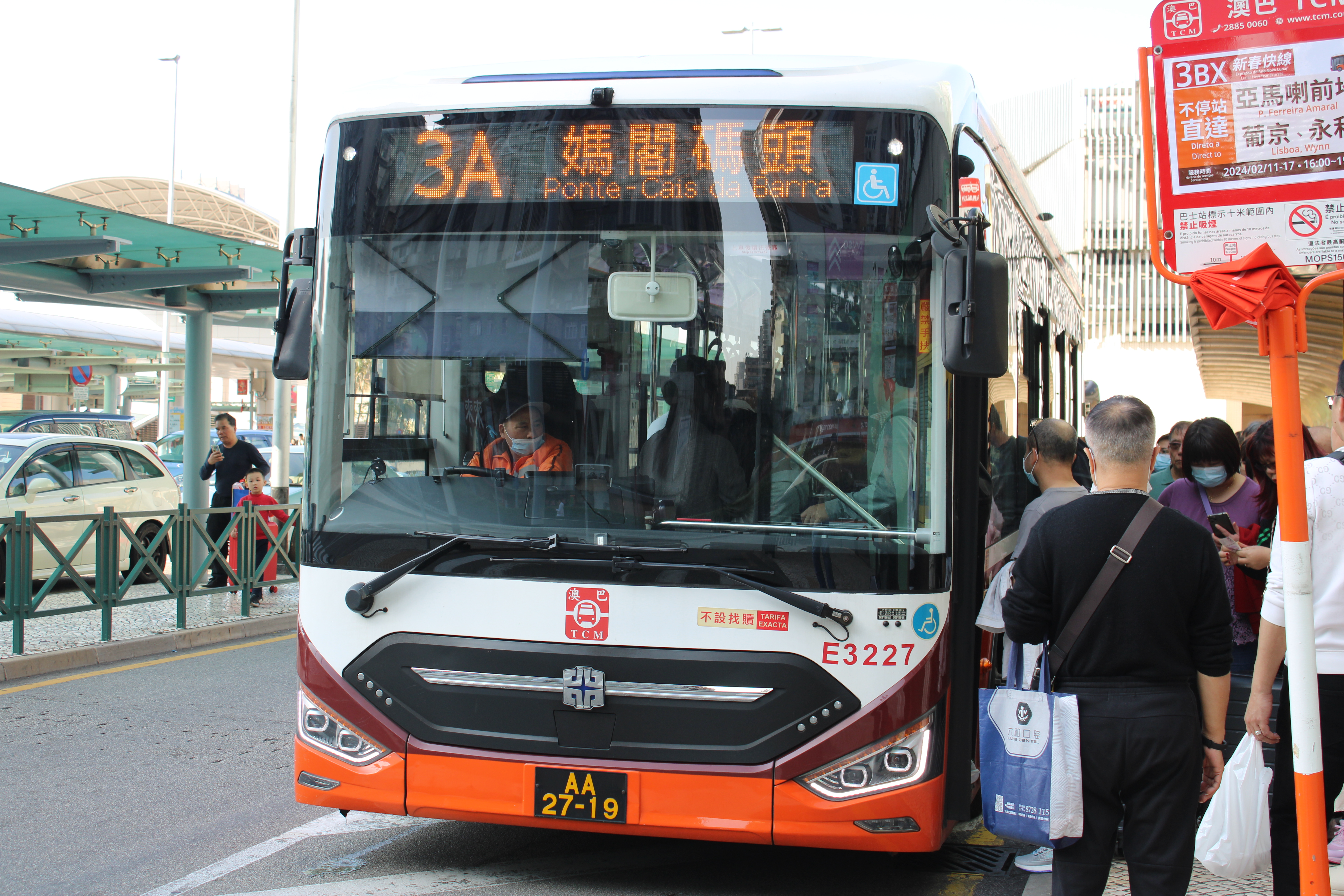
中通LCK6113SHEVG
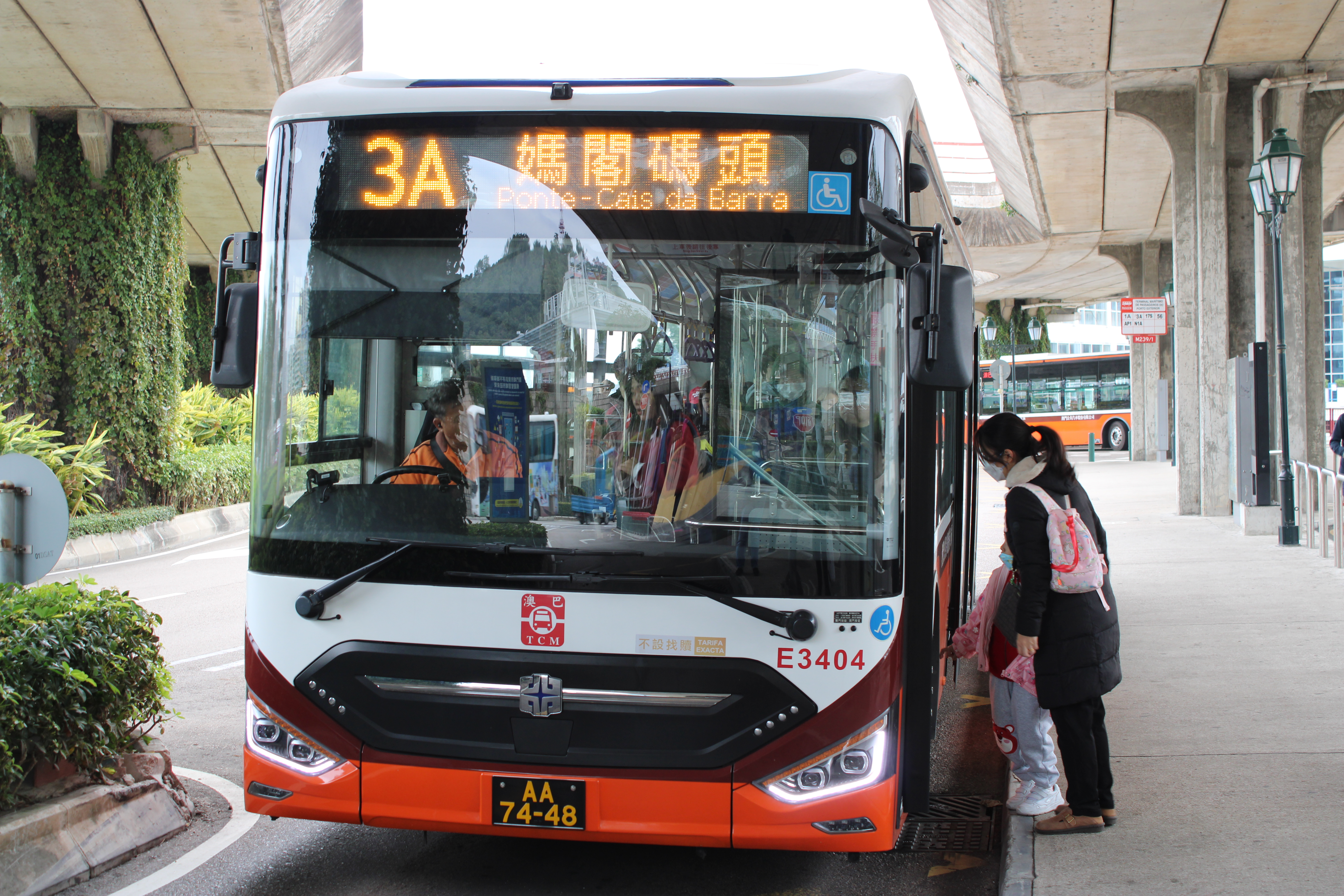
中通LCK6113SHEVG
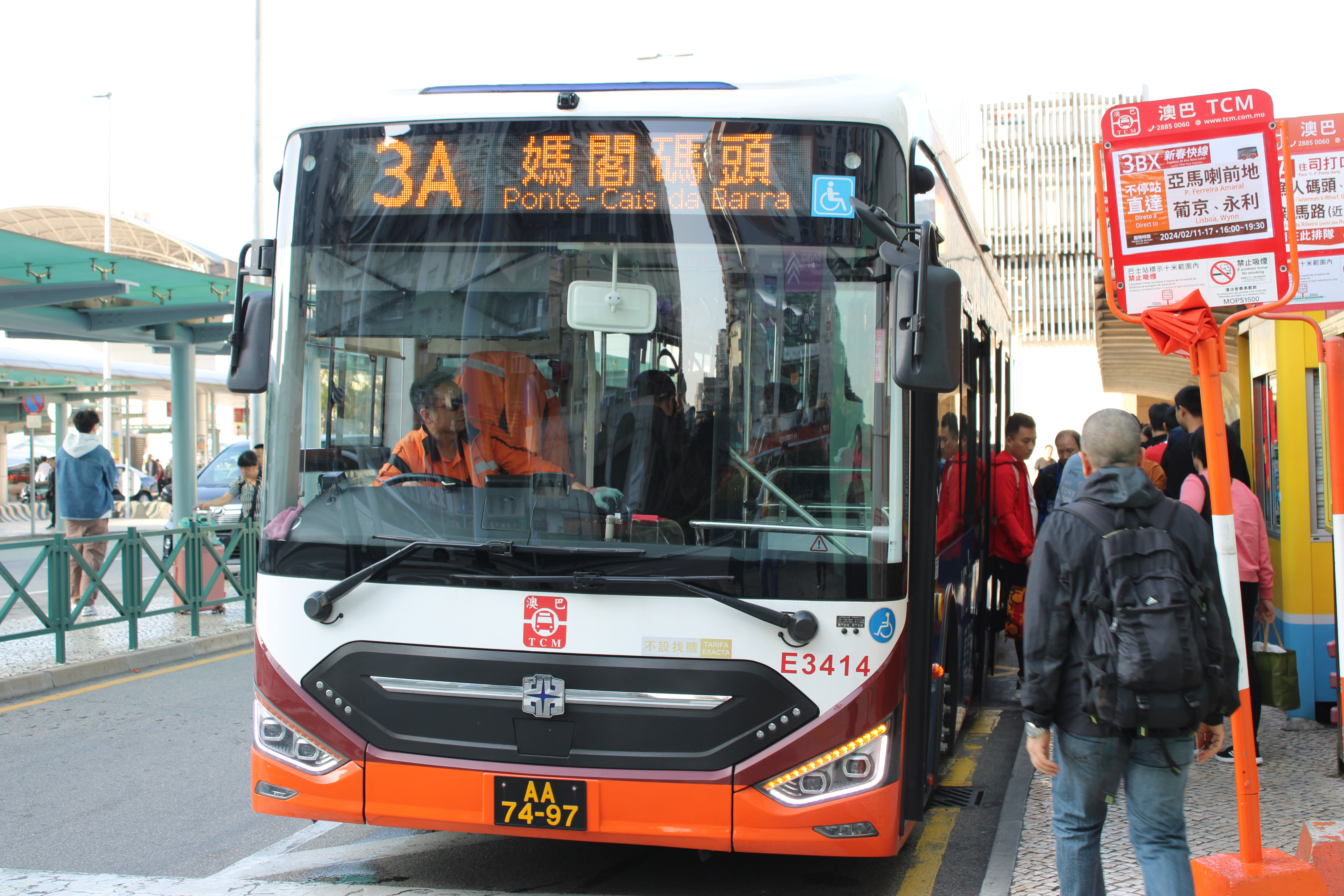
中通LCK6113SHEVG
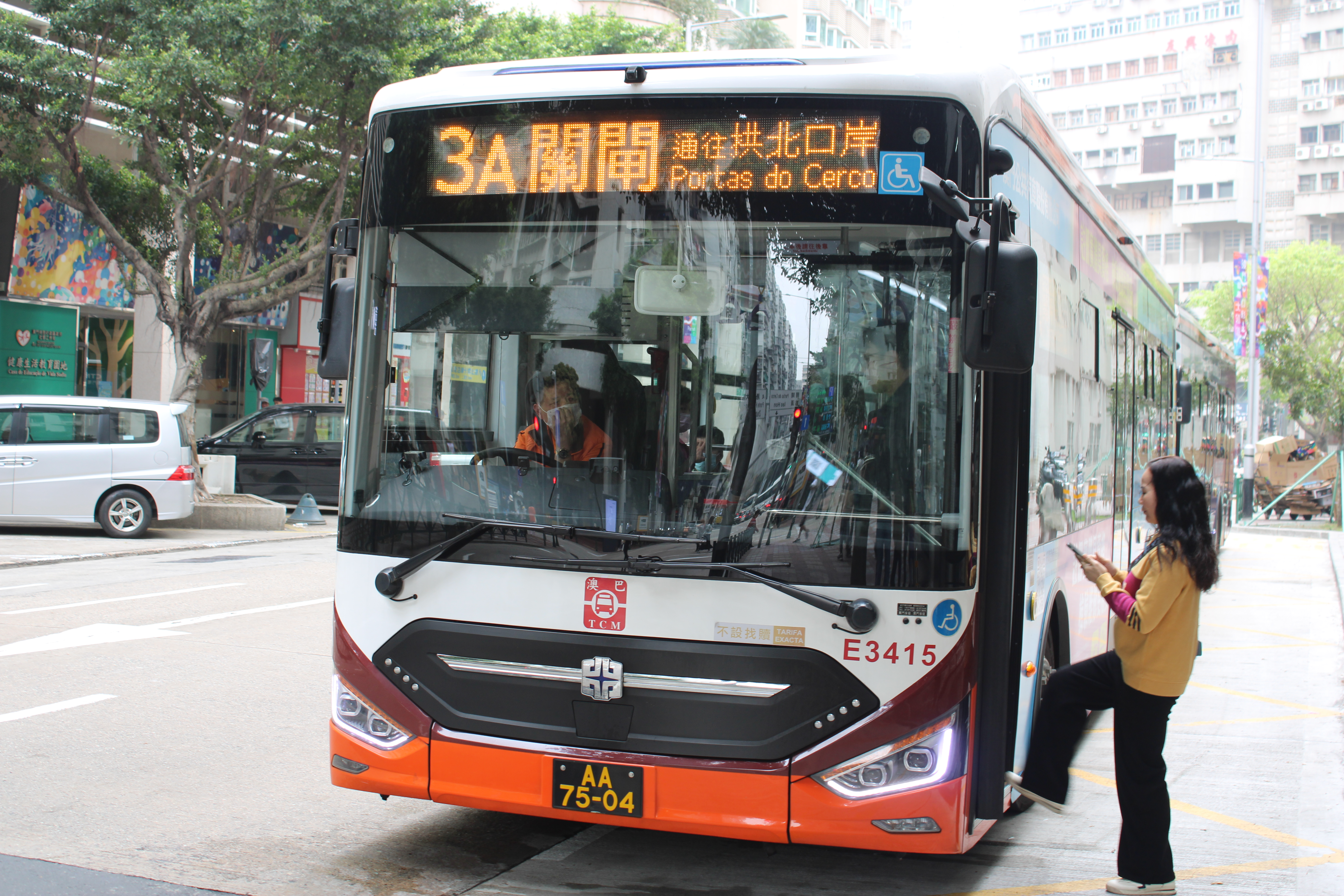
中通LCK6113SHEVG
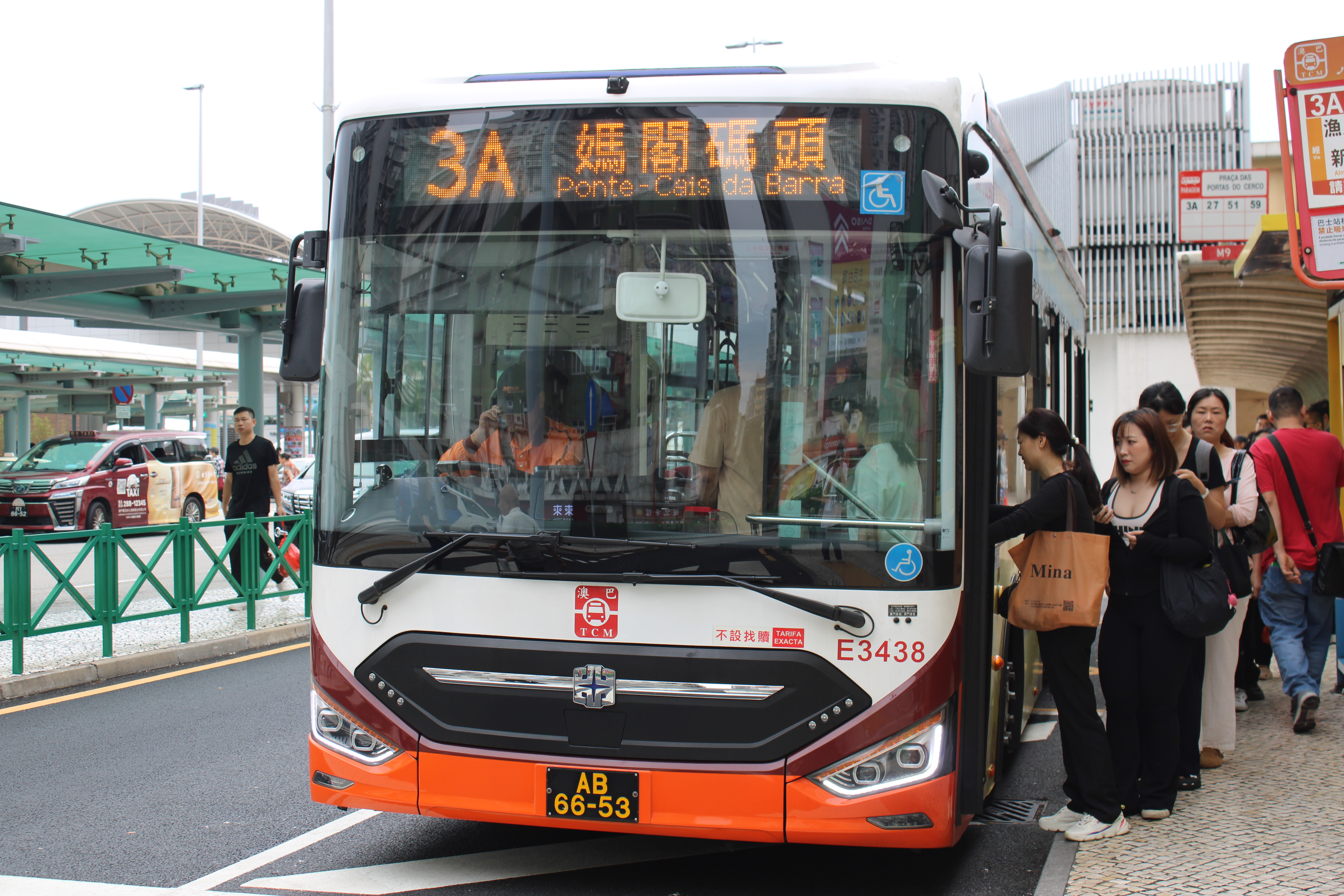
中通LCK6113SHEVG

2022年2月28日起：
- 五洲龍FDG6101CNG
- 宇通ZK6118HGE
- 中通LCK6113SHEVG

2022年4月15日起：
- 宇通ZK6118HGE
- 中通LCK6113SHEVG

2022年4月29日起：
- 中通LCK6113SHEVG

2022年5月14日起：
- 中通LCK6113SHEVG
- 宇通ZK6115HG1

2022年5月23日起：
- 中通LCK6113SHEVG
- 宇通ZK6118HGE

2022年7月起：
- 中通LCK6113SHEVG
- 宇通ZK6118HGE
- 宇通ZK6115HG1
- 宇通ZK6105HG

2022年8月10日起：
- 中通LCK6113SHEVG
- 宇通ZK6118HGE

2022年8月17日起：
- 中通LCK6113SHEVG

## 電牌
| 往司打口方向    | 往司打口方向      | 往司打口方向 |
| 日期            | 頭牌              | 圖例         |
| --------------- | ----------------- | ------------ |
| 2023年6月10日前 | 司打口            |              |
| 2023年6月10日起 | 媽閣碼頭          |              |
| 往關閘方向      |                   |              |
| 日期            | 頭牌              | 圖例         |
| 2024年2月9日前  | 關閘              |              |
| 2024年2月9日起  | 關閘 通往拱北口岸 |              |

## 路線資料

### 收費
| 收費類別     | 收費類別                      | 收費類別             | 費用 |
| ------------ | ----------------------------- | -------------------- | ---- |
| 現金         | 現金                          | 現金                 | $6.0 |
| 境外支付工具 | 支付寶（內地及香港）          | 支付寶（內地及香港） | $6.0 |
| 境外支付工具 | 雲閃付 非綁定澳門銀聯卡       |                      | $6.0 |
| 境外支付工具 | 微信支付（內地及香港）        |                      | $6.0 |
| 境外支付工具 | 交通聯合 非澳門發行的全國通卡 |                      | $6.0 |
| 境內支付工具 | 澳門通                        | 全民卡               | $3.0 |
| 境內支付工具 | 澳門通                        | 學生卡               | $1.5 |
| 境內支付工具 | 澳門通                        | 長者卡               | 免費 |
| 境內支付工具 | 澳門通                        | 殘疾卡               | 免費 |
| 境內支付工具 | 聚易用＋                      | 聚易用＋             | $3.0 |

### 服務時間及班距
| 服務時間                     | 服務時間   | 星期一至六  | 星期日 （含公眾假期） |
| ---------------------------- | ---------- | ----------- | --------------------- |
| 司打口總站                   | 司打口總站 | 05:40-00:45 | 05:40-00:45           |
| 班距                         | 尖峰       | 5-11分鐘    | 8-12分鐘              |
| 班距                         | 離峰       | 8-14分鐘    | 10-14分鐘             |
| 懸掛8號風球後1小時開出尾班車 |            |             |                       |

### 路線停站
| 3A   | 媽閣碼頭 ↺ 關閘 | 媽閣碼頭 ↺ 關閘            | 媽閣碼頭 ↺ 關閘    |
| 序號 | 循環線          | 循環線                     | 循環線             |
| 序號 | 站號            | 站名                       | 輕軌站／出入境口岸 |
| 1    | M138            | 司打口總站                 | 內港客運碼頭       |
| 2    | M137/1          | 內港客運碼頭               | 內港客運碼頭       |
| 3    | M135/2          | 新馬路／大豐               |                    |
| 4    | M170/2          | 殷皇子馬路                 |                    |
| 5    | M172/9          | 亞馬喇前地                 |                    |
| 6    | M69/2           | 葡京酒店                   |                    |
| 7    | M159            | 總統酒店                   |                    |
| 8    | M262            | 城市日大馬路／波爾圖街     |                    |
| 9    | M259            | 孫逸仙大馬路／金沙         |                    |
| 10   | M255            | 馬六甲街                   |                    |
| 11   | M239/1          | 外港碼頭                   | 外港客運碼頭       |
| 12   | M254/1          | 友誼馬路／行車天橋         |                    |
| 13   | M64             | 黑沙環新街／南華           |                    |
| 14   | M206/2          | 黑沙環新街／建華           |                    |
| 15   | M226            | 勞動節街／中葡職業技術學校 |                    |
| 16   | M236            | 黑沙環中街／黑沙環衛生中心 |                    |
| 17   | M9              | 關閘廣場                   | 關閘邊檢大樓       |
| 18   | M222/1          | 看台街                     |                    |
| 19   | M220/2          | 祐漢街市                   |                    |
| 20   | M219/2          | 勞動節大馬路               |                    |
| 21   | M51             | 東北大馬路／廣華           |                    |
| 22   | M233            | 東北大馬路／東華           |                    |
| 23   | M48             | 慕拉士／飛通大廈           |                    |
| 24   | M52             | 漁翁街／勞工事務局         |                    |
| 25   | M239/2          | 外港碼頭                   | 外港客運碼頭       |
| 26   | M265            | 漁人碼頭會展中心           |                    |
| 27   | M264            | 勵庭海景酒店               |                    |
| 28   | M266/1          | 澳門科學館                 |                    |
| 29   | M257            | 新口岸／文化中心           |                    |
| 30   | M251            | 捐血中心                   |                    |
| 31   | M263            | 仙德麗街                   |                    |
| 32   | M172/2          | 亞馬喇前地                 |                    |
| 33   | M171/1          | 中區／殷皇子馬路           |                    |
| 34   | M142            | 新馬路／金碧坊             |                    |
| 35   | M136/1          | 粵通碼頭                   | 內港客運碼頭       |
| 36   | M138            | 司打口總站                 | 內港客運碼頭       |

### 賽車期間路線停站
| 3A   | 司打口 ↺ 關閘 | 司打口 ↺ 關閘              |
| 序號 | 循環線        | 循環線                     |
| 序號 | 站號          | 站名                       |
| 1    | M138          | 司打口總站                 |
| 2    | M137          | 內港客運碼頭               |
| 3    | M135          | 新馬路／大豐               |
| 4    | M170          | 殷皇子馬路                 |
| 5    | M172          | 亞馬喇前地                 |
| 6    | M262          | 城市日大馬路／波爾圖街     |
| 7    | M259          | 孫逸仙大馬路／金沙         |
| 8    | M255          | 馬六甲街                   |
| 9    | M39           | 澳廣視                     |
| 10   | M36           | 慕拉士巷                   |
| 11   | M234          | 東北大馬路／海濱           |
| 12   | M206          | 黑沙環新街／建華           |
| 13   | M226          | 勞動節街／中葡職業技術學校 |
| 14   | M236          | 黑沙環中街／黑沙環衛生中心 |
| 15   | M9            | 關閘廣場                   |
| 16   | M222          | 看台街                     |
| 17   | M220          | 祐漢街市                   |
| 18   | M219          | 勞動節大馬路               |
| 19   | M51           | 東北大馬路／廣華           |
| 20   | M233          | 東北大馬路／東華           |
| 21   | M47           | 新雅馬路／母親會           |
| 22   |               | 綜藝館臨時站               |
| 23   | M264          | 勵庭海景酒店               |
| 24   | M266          | 澳門科學館                 |
| 25   | M257          | 新口岸／文化中心           |
| 26   | M251          | 捐血中心                   |
| 27   | M263          | 仙德麗街                   |
| 28   | M172          | 亞馬喇前地                 |
| 29   | M171          | 中區／殷皇子馬路           |
| 30   | M142          | 金碧文娛中心               |
| 31   | M136          | 粵通碼頭                   |
| 32   | M138          | 司打口總站                 |

- 粗體字為大賽車期間臨時停靠站點

## 客量
- 開辦初期本線以為冷氣豪華巴士線定下收費，比普通路線的高，加上本線基本上跟10路線重疊，令客流偏低。後來2條因非空調巴士全數退役後，價錢完全一樣，但班次由於比10路線疏落，客流都是沒有起色，更加派出三菱Rosa小巴行駛本線。

- 但經多次更動及延長，令本線有新口岸一帶往返黑沙環及關閘的獨市位，加上賭權開放及人口增加，客流開始上升。雖然本線在新馬路有10、10B路線和黑沙環有18路線競爭並於班次頻密作優勢，但本線的作用除了疏導主線─3路線巨大的客流外，還有新口岸一帶往返黑沙環及關閘的獨市位。有觀光客會利用本線更快前往金沙等旅客地方，即使班次比其他路線疏落是本線的致命傷，但本線比較直接，都可以吸引很多人乘坐本線，以在新口岸工作的人和觀光客為主，即使競爭對手多也沒有影響本線客量，尖峰時段也可以班班客滿，令本線客似雲來，也是澳門的主要路線，用車又逐步採用9至10米中巴，以提升載客量。

- 另外，在港澳碼頭至葡京之間的12路線有部分路段與本線重疊，但該線需繞經水坑尾才到黑沙環，而本線經友誼馬路直達黑沙環，加上該線在黑沙環服務範圍不及本線大，因此走線上並不構成競爭。

## 本線分流路線
- 澳門巴士3AX路線
- 澳門巴士3AS路線

## 重大意外

### 危駕行為
- 2021年4月15日18:00左右，澳巴一輛行駛本線的五洲龍天然氣巴士（車號：6055，車牌：MR-47-07）涉事車長駕駛本線由司打口總站開出，在駛至內港客運碼頭附近時，貿然作出越過安全島逆線爬頭之不安全駕駛行為，嚴重影響行車安全。澳巴其後對該事件作出回應，表示已對該車長作出解僱處理。[22]

### 交通意外
- 2022年3月21日21:00左右，澳巴一輛行駛本線的五洲龍天然氣巴士（車號：6063，車牌：MR-52-14）撞到友誼大馬路近金沙酒店對開的行車天橋入口石壆，肇事的天然氣巴士車頭受損，擋風玻璃下方亦破裂，意外造成5人受傷，全部人清醒穩定，分別被送往山頂醫院及鏡湖醫院。[23]

## 圖片集

### 新福利時期
- 蘇州金龍KLQ6101G

### 新時代時期
- 宇通ZK6902HG
- 宇通ZK6902HG
- 宇通ZK6902HG
- 宇通ZK6902HG
- 宇通ZK6902HG
- 宇通ZK6118HGE

### 澳巴時期
- 五洲龍FDG6101CNG
- 五洲龍FDG6101CNG
- 宇通ZK6118HGE
- 宇通ZK6118HGE
- 宇通ZK6115HG1
- 宇通ZK6115HG1
- 中通LCK6113SHEVG
- 中通LCK6113SHEVG
- 中通LCK6113SHEVG
- 中通LCK6113SHEVG
- 中通LCK6113SHEVG
- 中通LCK6113SHEVG

## 外部連結
- （繁體中文）澳門公共汽車股份有限公司（官方網站） （页面存档备份，存于）